# Eugene Pallette
Eugene William Pallette (Winfield, 8 de julho de 1889 — Los Angeles, 3 de setembro de 1954) foi um ator norte-americano, que apareceu em mais de 240 filmes da era do cinema mudo e sonora, entre 1913 e 1946.